# Josep Esteve i Soler
Josep Esteve i Soler   (Manresa, 4 de gener de 1930 - Barcelona, 29 de març de 2019) fou un empresari català del sector farmacèutic, fill del doctor Antoni Esteve i Subirana i net de Josep Esteve i Seguí.
Doctor en farmàcia per la Universitat de Barcelona, va ser directiu de Laboratoris Dr. Esteve, Amilcar, Indústries Químiques Esteve, Explotacions Albareda, Productes Esteve Internacional, Polafin, Immobiliària Almaón, Pharmaderm, Moloos, Distriquímica, Laboratoris Barcino, Esteve Farmacèutica, Grup Esteve, Sintenovo, El Fornal i Molina Sport, totes elles situades a Barcelona. També va presidir Tarrasol, Soprem i Isdin.
Era president d'honor de la Corporació Esteve, membre del patronat de la Fundació Princesa d'Astúries i president de la Fundació Dr. Antoni Esteve, la qual va fundar al 1983 juntament amb els seus germans.
El 1984 va rebre la Creu de Sant Jordi de la Generalitat de Catalunya i també està en possessió de l'encomana de l'Ordre Civil de Sanitat. Va ser vicepresident de l’Acadèmia de Ciències Mèdiques de Catalunya i Balears fins a l'any 1983 i president de la Reial Acadèmia de Farmàcia de Catalunya entre el 2002 i el 2004.